# Tradycyjna wymowa łacińska
Wymowa tradycyjna łaciny – określenie wymowy przekazanej przez tradycję nauczania łaciny z pokolenia na pokolenie, od czasów schyłku Cesarstwa rzymskiego. Wymowa ta w przeciągu wieków ulegała tym samym procesom fonetycznym, jakie zachodziły w językach poszczególnych krajów, gdzie łaciny uczono. Dlatego zasady wymowy tradycyjnej różnią się – niekiedy drastycznie – w różnych krajach.

## Cechy charakterystyczne
Wymowa tradycyjna jest niemal całkowicie zgodna z odmianą barokową lub szkolną łacińskiej pisowni i oprócz kilku specjalnych reguł czyta się tak jak w języku polskim. Poniższy opis wymowy jest wersją „polską”, gdyż każdy naród czyta łacinę według zasad wymowy własnego języka.
Wymowa „polska” jest bardzo zbliżona do powszechnie używanej w średniowiecznej Europie. Jej podstawą jest wymowa frankońska z IX wieku n.e., z charakterystycznym dla tego regionu i okresu przejściem głoski [cz] w [c], a to w ramach procesu fonetycznego zwanego w języku polskim mazurzeniem (głoska ta w języku francuskim przeszła dalej w [s], natomiast w Italii w ogóle nie uległa mazurzeniu; stąd Caesar wymawia się [czezar] w Italii, [cezar] w Niemczech, a [sezar] we Francji).

## Współczesne stosowanie
Stosowanie wymowy tradycyjnej do tekstów pochodzących ze starożytności jest anachronizmem (ponieważ stosuje się fonetykę języka z okresu mniej więcej tysiąc lat późniejszego, niż język zapisany w tekście). O ile w przypadku prozy to na ogół nie szkodzi, o tyle w przypadku poezji traci się wiele z zamierzonych przez poetę efektów dźwiękowych, głównie aliteracji. Z tego powodu do łaciny starożytnej lepsze zastosowanie znajduje wymowa restytuowana, która zresztą jest również prawie bezwyjątkowo używana do mówienia po łacinie, ponieważ odróżnia dźwiękowo wszystko to, co jest graficznie odróżniane w tekście.
Tradycyjna wymowa łacińska jest nadal stosowana chętnie do wymawiania słów i zdań łacińskich (np. terminy prawnicze, medyczne, cytaty) w wypowiedzi formułowanej w innym języku. Uzasadnieniem jest tutaj to, że większość odbiorców takich wypowiedzi jest przyzwyczajona do tradycyjnej wymowy łacińskiej i czasem może mieć trudności ze zrozumieniem takich sformułowań wymawianych w formie restytuowanej. Jednakże i tutaj coraz częściej stosowana jest wymowa restytuowana, ponieważ usuwa problemy wynikające z różnych sposobów czytania łaciny w zależności od języka (tym bardziej, że sposoby czytania łaciny w danym języku nie są nauczane na kursach języków obcych) – np. użytkownik języka polskiego mówiący po angielsku i nieznający ani zasad tradycyjnej wymowy "angielskiej" ani wymowy restytuowanej natrafiwszy na sformułowanie łacińskie będzie musiał albo wymówić je na sposób „polski”, albo spróbować je wymówić, jakby to było sformułowanie w języku angielskim, co może spowodować jego niewłaściwy odbiór.
Nieco skomplikowanym zagadnieniem jest wymowa stosowana w liturgii katolickiej w języku łacińskim. Do czasu Soboru Watykańskiego II, kiedy liturgia w języku łacińskim była powszechna, stosowano zawsze wymowę odpowiadającą wymowie danego języka (np. "polską" w Polsce). Obecnie, kiedy liturgia łacińska jest rzadka i przede wszystkim przeznaczona dla wiernych posługujących się różnymi językami, przyjęto zasadę, aby zamiast wymów narodowych stosować zawsze wymowę powiązaną z językiem włoskim. Status wymowy "polskiej" jest specjalny, ponieważ z powodu jej największego podobieństwa do wymowy późnostarożytnej i wczesnośredniowiecznej spośród wymów narodowych dopuszczalne jest posługiwanie się nią w liturgii zamiast wymowy "włoskiej", ale w praktyce jest to spotykane coraz rzadziej.

## Opis wymowy
Akcent jest taki sam, jak w łacinie klasycznej.

### Samogłoski
Samogłoski A, E, I, O, U (a, e, i, o, u) wymawia się tak, jak w języku polskim. Samogłosek długich i krótkich albo się nie odróżnia, albo – jeśli się je odróżnia – powinny się różnić od swych krótkich odpowiedników wyłącznie długością, a nie barwą. Y (y) wymawiamy jak „i”.
Dwugłoski (dyftongi)
- AU, EU, EI, UI (au, eu, ei, ui) wymawiamy jak „ał”, „eł”, „ej”, „uj” (IPA [aw], [ew], [ej], [uj]).
- AE i OE (ae, oe) czytamy jak „e” ([ε]/[e]), ö (ø) (caelum wym. celum, poena wym. pöna).

Półsamogłoski
- I (i) na początku wyrazu przed samogłoską oraz w pozycji interwokalicznej wymawiamy jak „j” (IPA [j]). Przykłady: iam, maior.
- J (j) wymawiamy zawsze jak polskie „j”.

W renesansie gramatyk Petrus Ramus (Pierre de la Ramée) dodał dodatkowe litery do klasycznego alfabetu łacińskiego na oznaczenie wariantów półsamogłoskowych/spółgłoskowych i od tej pory I-i oznaczało samogłoskę „i”, J-j oznaczało półsamogłoskę „j”, U-u oznaczało samogłoskę „u”, zaś V-v oznaczało jej wariant spółgłoskowy „v”.

### Spółgłoski
- C
  - przed samogłoskami tylnymi (a, o, u), innymi spółgłoskami oraz na końcu wyrazu jako „k” (causa, cornu, curriculum, actus, hic)
  - przed samogłoskami przednimi (e, i, y) oraz „ae”, „oe” jako „c”
- CH wymawiamy jak polskie lub niemieckie „ch”
- G jest identyczne z polskim „g”
- H jest zbliżone do polskiego „h”, ale słabsze (krtaniowe).
- NGU przed samogłoską wymawiamy „ngw”.
- PH wymawiamy jak „f”
- QU wymawiamy jak pol. „kw”
- RH wymawiamy jak „r”
- S, nawet w pozycji interwokalicznej wymawiamy jak „s” (causa – „kausa”); wymowa „s” jako „z” w pozycji pomiędzy samogłoskami jest błędem.
- SU przed samogłoską wymawiamy jak „sw”.
- TH wymawiamy jak „t”
- TI wymawiamy dwojako – albo jako „tj” albo jako „cj”. Wymowa tradycyjna preferuje „tj”, wymowa medyczna i kościelna – „cj”.
- Z w wyrazach pochodzenia greckiego wymawiamy jak „z” lub „dz” (Zeus – zeus lub dzeus).

Postawiona za spółgłoską samogłoska „i” nie zmiękcza jej w znaczeniu polskim (missio = missjo, a nie misio), ale też nie tworzy z nią odrębnej sylaby (lectio = lek-tjo/lek-cjo, a nie lek-ti-o). Choć w wymowie tzw. szkolnej często preferowana jest wymowa wi-(j)a, a nie wja.
Spółgłoski podwojone (tzw. geminaty) zawsze wymawiamy podwójnie, a ściślej to z przytrzymaniem, tak jak w polskim „wiNNy”: accola wym. akkola (z akcentem na ak).
W wymowie tradycyjnej nazwisko Cezara (Caesar) wymawia się cesar; stąd mamy rzeczownik cesarz.